# Batalla de Taftanaz
La batalla de Taftanaz comenzó el 3 de abril de 2012 en la ciudad de Taftanaz, gobernación de Idlib, entre combatientes antigubernamentales y tropas del gobierno sirio que participan en una campaña a nivel nacional contra la disidencia desde el gobierno de Bashar al-Asad. Fuertes combates tuvieron lugar en las afueras de la localidad de Taftanaz, matando a 20 personas. En el día de la batalla, Kofi Annan, anunció un alto el fuego para el conflicto sirio.
Para el 5 de abril, el ejército había capturado el centro de Taftanaz, que fue defendida por 200 combatientes de la ELS, después de una batalla de dos horas, tras lo cual el ejército informa que capturó y ejecutó a 82 personas. No se sabe cuántos eran combatientes de la oposición y cuántos eran civiles.
Dos meses después de la batalla, llamada "masacre" por los pobladores de la misma, dos tercios de la población se habían ido. La ciudad había sido un centro de protestas de la oposición hasta que el ejército había atacado con tanques, el 3 de abril. Testigos en la ciudad dijeron que los tanques bombardearon la ciudad a partir de cuatro lados antes de que los carros blindados trajeran docenas de soldados que arrastraban a los civiles de sus hogares y los muertos los dejaban en las calles, y también afirmaron que los soldados saquearon, destruyeron e incendiaron cientos de casas. Varios vídeos mostraron esto, y 62 personas murieron durante el ataque, a pesar de la ciudad sólo tiene una pequeña presencia rebelde. Nueve tanques del gobierno fueron destruidos por bombas de fabricación casera al salir de la ciudad.